# Дараган, Дмитрий Иванович
Дмитрий Иванович Дараган (1813—1892) — русский военный и общественный деятель. Генерал от инфантерии (1882).

## Биография
Происходил из дворян Полтавской губернии. По линии матери был родным племянником генералу Д. П. Неверовскому. На службу поступил в 1832 году. В 1837 году после окончания Пажеского Его Величества корпуса с отличием произведён  в подпоручики гвардии и назначен в Семёновский лейб-гвардии полк.  В 1837 году произведён в штабс-капитаны.  В 1844 году произведён в капитаны. В 1848 году в полковники.
С 1853 года назначен командиром 8-го Московского гренадёрского полка. С 1855 года командир Волынского лейб-гвардии полка. В 1856 году произведён в генерал-майоры. С 1859 года в Запасных войсках. В 1860 года назначен членом Военно-кодификационной комиссии при военном министре. С 1861 года член Комиссии по устройству полкового обоза.
В 1864 году произведён в генерал-лейтенанты. С 1867 года член Главного военно-кодификационного комитета при Военном совете.
В 1882 году произведён в генералы от инфантерии. С 1888 года назначен  членом Александровского комитета о раненых.
Умер в 1892 году в Санкт-Петербурге.

## Награды
Награды
- Орден Святого Станислава 3-й степени (1843)
- Орден Святой Анны 3-й степени  (1847)
- Орден Святого Владимира 4-й степени (1852)
- Орден Святого Владимира 3-й степени (1857)
- Орден Святого Станислава 1-й степени (1859)
- Орден Святой Анны 1-й степени (1868; Императорская корона — 1871)
- Орден Святого Владимира 2-й степени  (1874)
- Орден Белого орла (1878)
- Орден Святого Александра Невского (1888)